# Gustaf Johansson

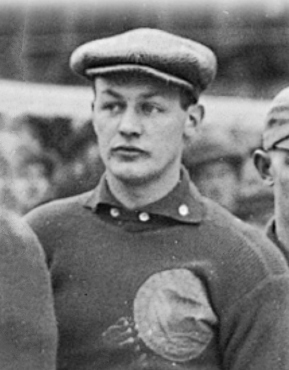
Gustaf Johansson (1920er)

Julius Gustaf Mauritz „Lulle“ Johansson (* 14. September 1900 in Stockholm; † 1. Juli 1971 ebenda) war ein schwedischer Eishockeyspieler. Sein Sohn Gösta Johansson war ebenfalls ein professioneller Eishockeyspieler. 

## Karriere
Auf Vereinsebene spielte Gustaf Johansson zunächst von 1920 bis 1936 für den IK Göta in der schwedischen Meisterschaft und gewann in den Jahren 1922, 1923, 1924, 1927, 1928, 1929 und 1930 jeweils den nationalen Meistertitel mit seiner Mannschaft. Parallel zum Spielbetrieb mit dem IK Göta lief der Schwede von 1921 bis 1928 regelmäßig für den Berliner Schlittschuhclub in Deutschland auf.  

### International
Für Schweden nahm Johansson an den Olympischen Winterspielen 1924 in Chamonix und 1928 in St. Moritz teil. Bei den Winterspielen 1928 gewann er mit seiner Mannschaft die Silbermedaille. Als bestes europäisches Team bei den Olympischen Winterspielen gewann er mit seiner Mannschaft den Europameistertitel. Zudem stand er im Aufgebot seines Landes bei den Europameisterschaften 1923, 1924 und 1932 sowie bei der Weltmeisterschaft 1931.  

## Erfolge und Auszeichnungen
- 1922 Schwedischer Meister mit dem IK Göta
- 1923 Schwedischer Meister mit dem IK Göta
- 1924 Schwedischer Meister mit dem IK Göta
- 1927 Schwedischer Meister mit dem IK Göta
- 1928 Schwedischer Meister mit dem IK Göta
- 1928 Deutscher Meister mit dem Berliner Schlittschuhclub
- 1929 Schwedischer Meister mit dem IK Göta
- 1929 Deutscher Meister mit dem Berliner Schlittschuhclub
- 1930 Schwedischer Meister mit dem IK Göta

### International
- 1923 Goldmedaille bei der Europameisterschaft
- 1924 Silbermedaille bei der Europameisterschaft
- 1928 Silbermedaille bei den Olympischen Winterspielen
- 1932 Goldmedaille bei der Europameisterschaft